# Taufbecken St. Bonifatius (Freckenhorst)

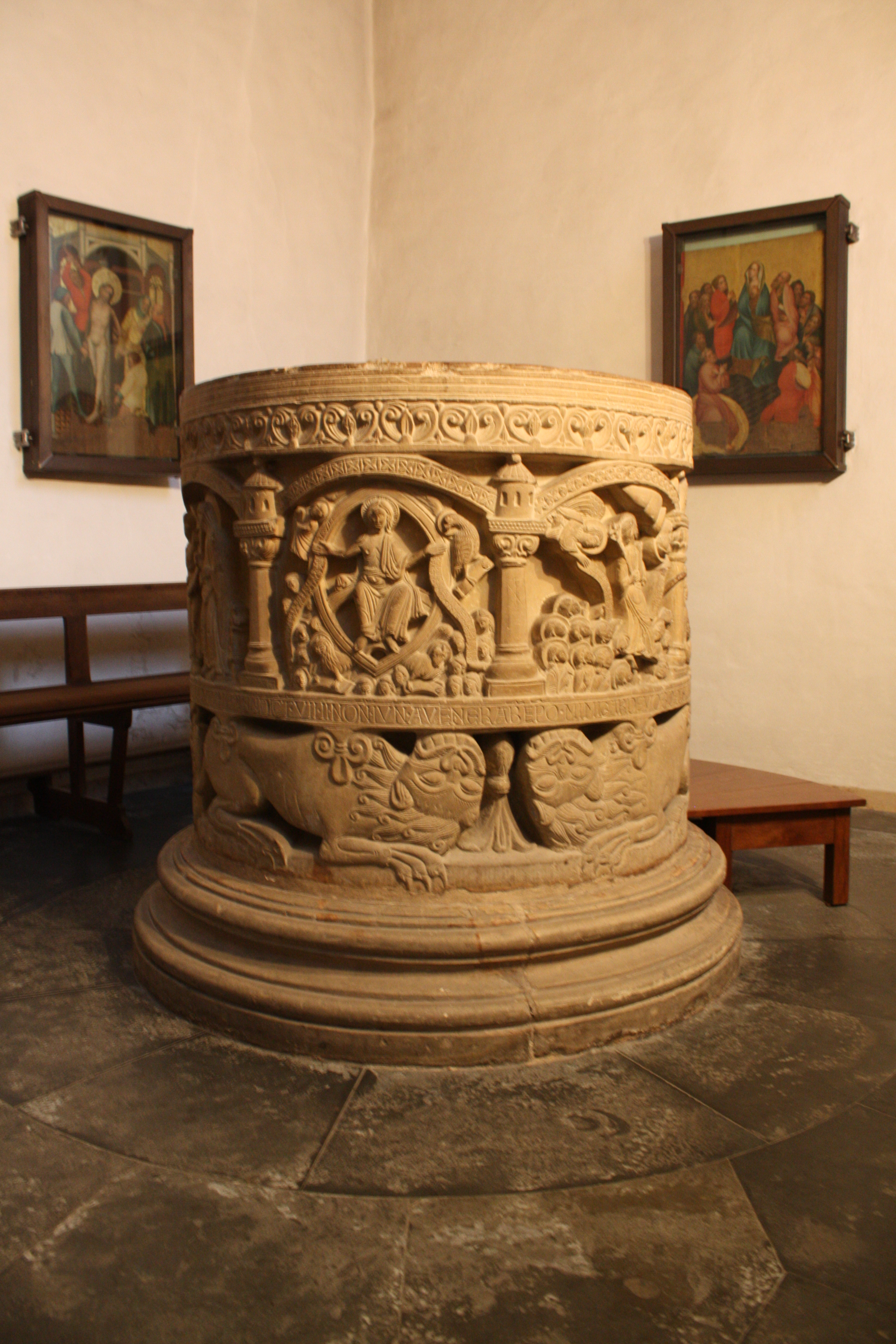
Taufbecken von St. Bonifatius

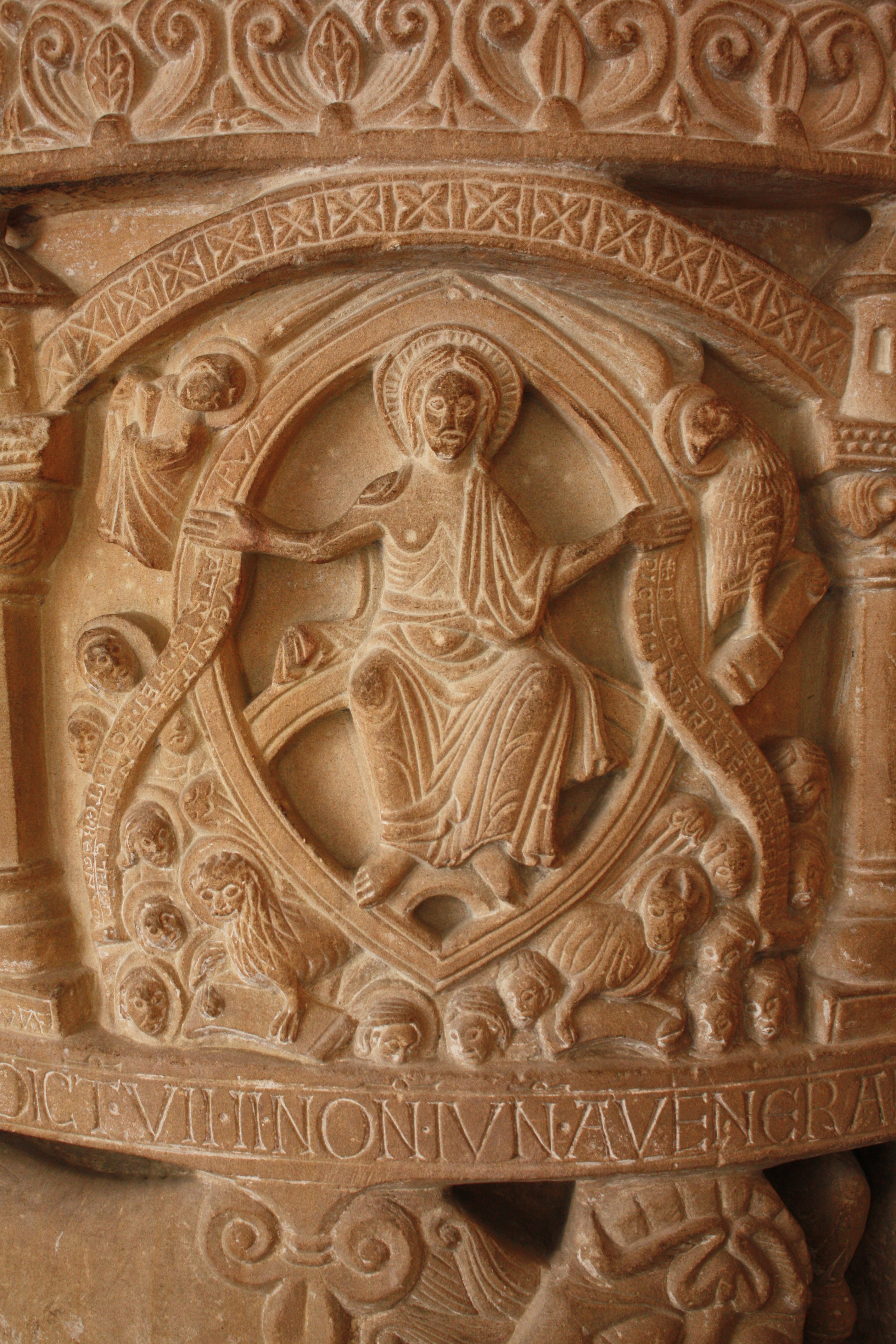
Detail

Das Taufbecken der ehemaligen Stiftskirche St. Bonifatius in Freckenhorst, einem Stadtteil von Warendorf im gleichnamigen Kreis, wurde um 1129 geschaffen. Das romanische Taufbecken ist als Teil der Kirchenausstattung ein geschütztes Baudenkmal.
Der Taufstein aus Baumberger Sandstein ist 1,26 Meter hoch und hat einen Durchmesser von 1,16 Meter. In der unteren Reliefzone, über dem Sockel mit attischem Profil, kauern sechs Löwen, die das in den Bann geschlagene Böse veranschaulichen. Zwischen einem der Löwenpaare ist ein Menschenkopf zu sehen, der mit der biblischen Legende Daniel in der Löwengrube in Verbindung stehen könnte. Die Hauptzone ist mit sieben zentralen Szenen der Heilsgeschichte dekoriert, die von ornamental geschmückten Säulenarkaden umrahmt sind: Verkündigung des Herrn, Geburt Jesu, Taufe Jesu, Kreuzigung, Abstieg Christi in die Unterwelt und Auferstehung, Christi Himmelfahrt und Weltgericht.  
Zwischen den Hauptszenen und den kauernden Löwen ist ein Streifen mit einer Weiheinschrift angebracht, die das Datum 4. Juni 1129 der Kirchweihe und den Münsteraner Bischof Egbert nennt.